# Angelo Gabriel
Angelo Gabriel (Venezia, 1470 – Venezia, 11 febbraio 1533) è stato un nobile, politico e umanista italiano, amico di Pietro Bembo.

## Biografia
Nato da Silvestro e Agnese Pesaro, Angelo Gabriel faceva parte del patriziato veneziano. Dotato di una vivace intelligenza, partì insieme all'amico Pietro Bembo alla volta di Messina nel 1492 per ascoltare le lezioni di greco tenute da Costantino Lascaris. Al ritorno in patria il Bembo, dopo aver pubblicato l'opera denominata De Aetna, la dedicò all'amico. Nel 1501 tenne, davanti al doge e ai massimi rappresentanti della Serenissima, l'orazione per la morte del cardinale Bernardo Zeno. Eletto nello stesso anno auditor vecchio, negli anni 1500 partecipò alla guerra che vide la Lega di Cambrai contro Venezia, distinguendosi come comandante. A partire dagli anni '10 partecipò attivamente alla vita pubblica ricoprendo l'incarico di avogadore, cosa che lo mise in luce presso l'élite pubblica della sua città. Morì nel 1533.